# Fields of the Nephilim
Fields of the Nephilim är ett gothrockband bildat i Stevenage, Hertfordshire 1984. Originaluppsättningen bestod av sångaren Carl McCoy, saxofonisten Gary Wisker, basisten Tony Pettitt, gitarristen Paul Wright och trummisen Andrew "Nod" Wright. Efter debut-EP:n Burning the Fields lämnade Wisker bandet och ersattes av Peter Yates som andregitarrist. Bandets namn refererar till (magnetiska) fält och bibliska varelser och väsen kallade nefilimer. Trots att bandet aldrig fått någon större framgång har bandet varit inflytelserikt inom den gotiska rock- och metalscenen.

## Karriär

### Tidiga år (1984-91)
Soundet vid Fields of the Nephilims start blandade in element som hårdrock och psykedelisk rock och bestod av ett bas och gitarrdrivet sound med McCoys growlande sång. Lyriskt handlade texterna om mytologi såsom Cthulhu-mytologin, Mesopotamisk mytologi, kaosmagi samt Aleister Crowley.
Under spelningar var bandet ofta associerade med karaktärer från Sergio Leones "spaghetti-western"-filmer och bar ofta cowboykläder och ett väderanpassat utseende vid fotosessioner. Debut-EP:n, Burning the Fields, släpptes 1985 av Situation Two Records. Nästkommande EP, Power and Preacher Man, släpptes 1986 på Beggars Banquet Records. Debutalbumet, Dawnrazor släpptes 1987, även detta på Beggars Banquet. Nästkommande utgåva var "Blue Water" som var bandets första singel att gå in på Storbritanniens topplista (#75). Den följdes av "Moonchild" som blev den ledande singeln från bandets andra album, The Nephilim, vilken nådde #28 på topplistan.
"Psychonaut" släpptes i maj 1989 och nådde plats #35. Denna tio minuter långa låt visade på en ny vändning musikaliskt till ett mer experimentellt sound. Albumet Elizium (1990), blev en mer finslipad skiva och bättre producerad än tidigare skivor. Skivan producerades av den tidigare Pink Floyd-producenten Andy Jackson. Skivan inleddes med singeln "For Her Light", vilken låg med i British Top 40 första veckan vid släppet.
1991 spelade bandet sina sista spelningar, en tvådagars "Festival of Fire" i London. De sista utgåvorna från denna tid är live-cd:n Earth Inferno och videon Visionary Heads, vilka följdes av samlingsskivan Revelations.

### McCoys avsked och rykten (1991-98)
Frontmannen Carl McCoy lämnade bandet 1991 och betalade de övriga bandmedlemmarna för rättigheterna till bandets namn. De kvarvarande medlemmarna tillsammans med sångaren Andy Delaney, bildade bandet Rubicon. Bandet släppte två skivor innan de splittrades, What Starts, Ends 1992 och Room 101 1995.
Under tiden bildade Carl McCoy ett nytt band kallat The Nefilim med gitarristen Paul Miles, trummisen Simon Rippin och basisten Cian Houcin. Bandet hade några spelningar 1993 där de spelade lite av det nya materialet. Bandets debutalbum Zoon, släpptes 1996, något senare än beräknat på grund av problem med skivbolaget. Skivan innehöll ett något hårdare ljud än McCoys tidigare musik. Det ryktades om att The Nefilim skulle ut på turné för att promota Zoon, men detta skedde aldrig.
Båda banden hade dispyter med Beggars Banquet vilket till sist ledde till att båda banden spelade ut sina kontrakt med skivbolaget.

### Återförening och nytt album (1998-2002)
Den 15 augusti 1998 höll Carl McCoy och Tony Pettitt en presskonferens på Zillo Festival i Tyskland, där de bekräftade sina framtidsplaner för både Fields of the Nephilim (tillsammans med bröderna Wright) och The Nefilim.
I maj 2000 släppte McCoy och Pettitt "One More Nightmare (Trees Come Down)", den första Fields of the Nephilimsingeln under deras nya skivbolag Jungle Records. Den innehöll nyinspelningar av spåren "Trees Come Down" och "Darkcell", båda tidigare utgivna på Burning the Fields-EP:n från 1984. Efter utgivningen av singeln spelade bandet, nu tillsammans med de tidigare medlemmarna Simon Rippin och Paul Miles, för första gången på nio år på scen. De besökte bland annat Woodstage, Eurorock, Roskilde och Mera Lunafestivalerna.
Följande år lånades Pettitt till bandet NFD och hans relation till McCoy tog en paus igen. Två nya demospår av Nefilim läckte ut på internet, kanske av McCoy själv. Spåren kallades "Dead to the World - The Way That We Were - Thirst" och "Sensorium / Subsanity".
2002 släppte Metropolis Records och Jungle Records det första Fields of the Nephilim-albumet sedan Elizium, kallad Fallen. McCoy hävdar dock att skivan inte alls blev som han ville och att skivbolaget handlade utan hänsyn till hans åsikter och att han inte hann leverera färdiga låtar till skivan.

### Mourning Sunoch efter (2005-)

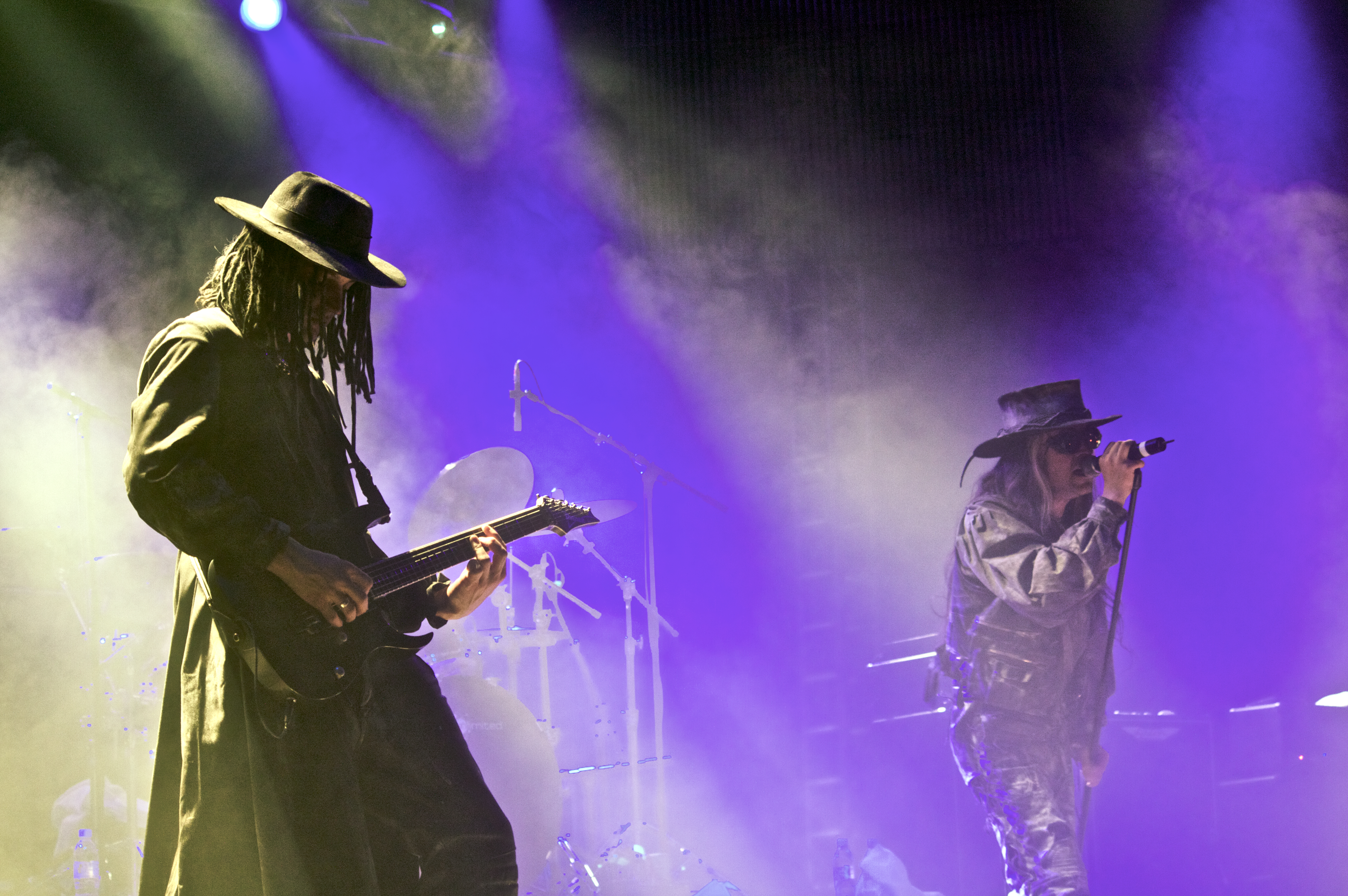
Fields of the Nephilim på Wave Gotik Treffen 2008.

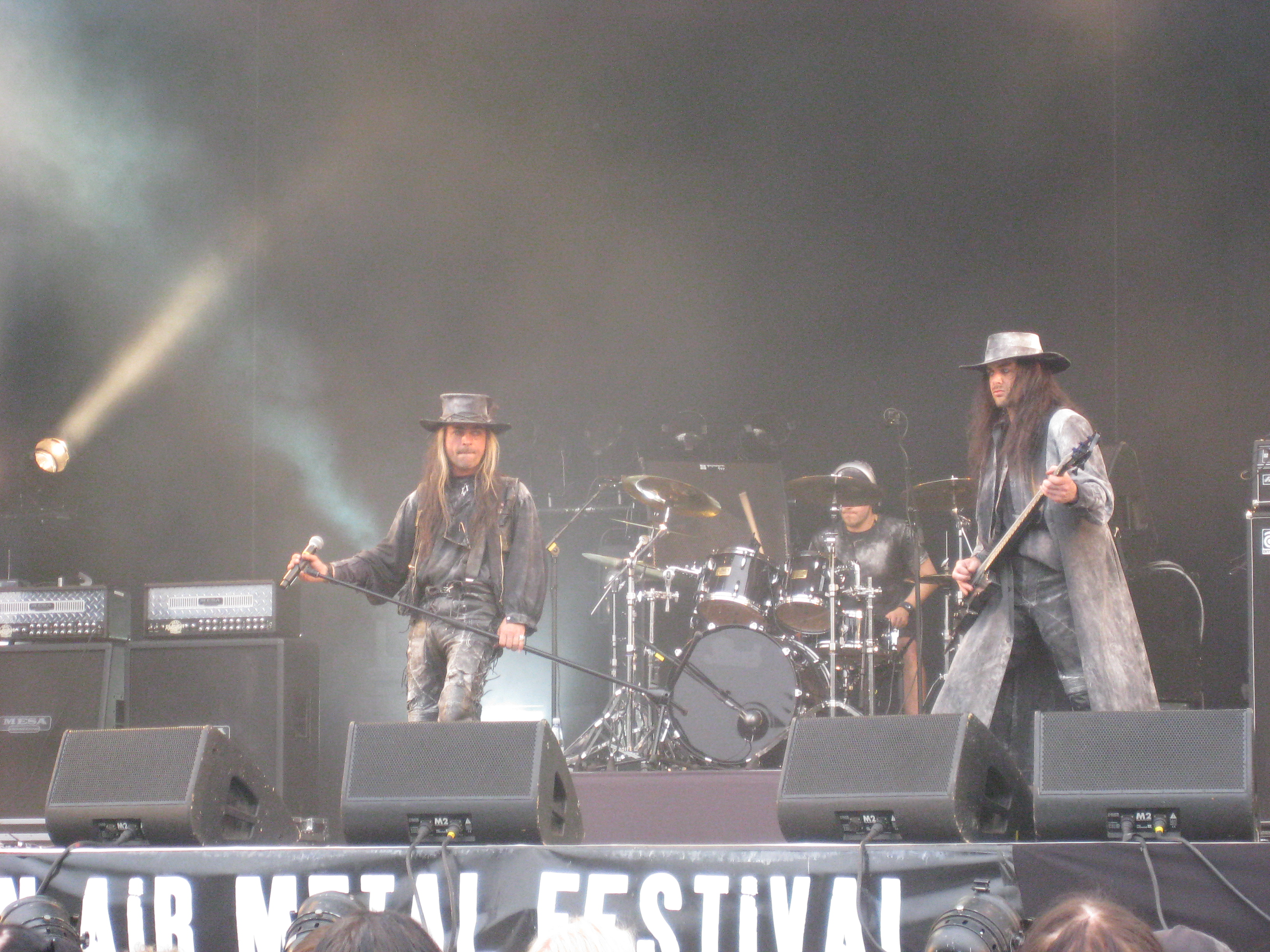
Fields of the Nephilim live i Tuska 2008.

Femton år efter Elizium släppte Carl McCoy Mourning Sun, hans fjärde fullängdsalbum under namnet Fields of the Nephilim. Albumet släpptes i Europa den 28 november 2005 och i Nordamerika i april 2006. Albumet var en blandning mellan den melodiska gothrocken från Elizium och den aggressiva dödsmetalen i Zoon. Skivan innehöll sju originallåtar samt en coverversion av "In the Year 2525" av Zager & Evans som inkluderades på de 25 000 första skivorna.
2006 skrev några europeiska scener att en turné var på gång, trots att detta aldrig bekräftades av bandet. Trots att biljetter såldes för olika datum, inträffade aldrig några spelningar. Bandet hävdade då att man aldrig ska köpa biljetter till konserter innan det har bekräftats av bandet självt.
Den 24 maj 2007 introducerade McCoy Fields of the Nephilim med en helt ny banduppsättning vid en konsert på London Astoria. Denna konsert innehöll det första liveframträdandet med flera Mourning Sunspår samt deras första spelning i Storbritannien sedan Festival of Fire 1991. Enligt bandets sällan uppdaterade hemsida, filmades framträdandet av Richard Stanley.
Bandet spelade i Warszawa, Polen den 15 mars 2008 på Klub Stodola, och den 21 och 22 mars 2008 i Aten, Grekland. Bandet spelade på Wave Gotik Treffen i Leipzig 2008. Gruppens första live-DVD släpptes 27 juni 2008 under namnet Live in Düsseldorf.
I april 2012 utgavs Ceromonies (Ad Mortem ad Vitam), som innehåller 2 CD'er och en DVD som inspelades live 12 och 13 juli vid Shepherds Bush Empire i London.

## Medlemmar

### Nuvarande medlemmar
- Carl McCoy – sång (1984–)
- Tony Pettitt – basgitarr (1984–1991, 1998–2000, 2013–)
- Gavin King – gitarr (2007–)
- Lee Newell – trummor (2007–)

### Tidigare medlemmar
- Gary Wisker – saxofon (1984–1985)
- Paul Wright – gitarr (1984–1991, 1998–1999)
- 'Nod' Alexander Wright – trummor (1985–1991, 1998–1999)
- Peter Yates – gitarr (1985–1991)
- Paul Miles – gitarr (2000)
- Simon Rippin – trummor (2000)
- Gizz Butt – gitarr (2007)
- Steve Harris – gitarr (2007)
- John 'Capachino' Carter – basgitarr (live), trummor, gitarr, keyboard, sång (studio) (2000–2009)
- Andy James – gitarr (2012–2015)
- Tom Edwards (†) – gitarr (2008–2016)

## Diskografi
- 1987 – Dawnrazor
- 1988 – The Nephilim
- 1990 – Elizium
- 1991 – Earth Inferno
- 1992 – Laura
- 1992 – Live in Concert
- 1996 – Zoon
- 2001 – From Gehenna to Here
- 2002 – Fallen
- 2005 – Mourning Sun
- 2011 – Fields Of The Nephilim/Elizium
- 2012 – Ceromonies (Ad Mortem ad Vitam)